# Đại hội Thể thao châu Á 1986
Đại hội Thể thao châu Á 1986 (1986년 아시아 경기대회/1986년 아시안 게임), tên chính thức là Đại hội Thể thao châu Á lần thứ 10 hay Asiad X (제10회 아시아 경기대회/제10회 아시안 게임)và thường được gọi là  Seoul 1986 (서울 1986), được tổ chức từ ngày 20 tháng 9 đến ngày 5 tháng 10 năm 1986 tại Seoul, Hàn Quốc. Các địa điểm và cơ sở vật chất của kỳ Asiad lần thứ 10 cũng chính là những nơi sẽ được sử dụng cho Thế vận hội Mùa hè 1988, vì sự kiện này được xem như một cuộc thử nghiệm trước.
Trước đó, Seoul từng được lên kế hoạch đăng cai kỳ Đại hội năm 1970, nhưng do nhận được các mối đe dọa an ninh từ nước láng giềng Bắc Triều Tiên, nên buộc phải từ bỏ quyền đăng cai, và kỳ đại hội được chuyển giao cho Bangkok, Thái Lan – nơi từng tổ chức Asiad 1966.

## Các quốc gia tham dự
Communist states Mongolia, Vietnam, Laos, Cambodia, Afghanistan, and South Yemen, as well as Burma, Syrian Arab Republic and Brunei Darussalam boycotted the Games in support of the North Korea failed proposal to host some events during the 1988 Summer Olympics. The only participating country from the Eastern Bloc, the People's Republic of China, which was set to host the next games in Beijing, did participate and sent a high profile delegation, and ultimately finished at the top of the medal table. Two years later, all except North Korea participated at the 1988 Summer Olympics, although Brunei sent only one official and no athletes.

Các quốc gia cộng sản gồm Mông Cổ, Việt Nam, Lào, Campuchia, Afghanistan, Nam Yemen, cùng với Miến Điện, Cộng hòa Ả Rập Syria và Brunei Darussalam đã tẩy chay Đại hội lần này nhằm ủng hộ đề xuất thất bại của Triều Tiên về việc đồng tổ chức một số nội dung tại Thế vận hội Mùa hè 1988. Quốc gia duy nhất thuộc khối Đông Âu tham dự là Cộng hòa Nhân dân Trung Hoa – nước đăng cai kỳ Á vận hội tiếp theo tại Bắc Kinh – đã cử một phái đoàn cấp cao tham dự và cuối cùng đứng đầu bảng tổng sắp huy chương. Hai năm sau, tất cả các quốc gia nói trên (trừ Triều Tiên) đều tham dự Thế vận hội Mùa hè 1988, mặc dù Brunei chỉ cử một quan chức mà không có vận động viên nào.
| - Bahrain - Bangladesh - Bhutan - Trung Quốc - Hồng Kông - Ấn Độ - Indonesia - Iran - Iraq | - Nhật Bản - Jordan - Kuwait - Liban - Malaysia - Maldives - Nepal - Bắc Yemen - Oman | - Pakistan - Philippines - Qatar - Ả Rập Xê Út - Singapore - Hàn Quốc - Sri Lanka - Thái Lan - UAE |

## Thể thao
| - Bắn cung (12) () - Điền kinh (42) () - Cầu lông (7) () - Bóng rổ (2) () - Bowling (12) () - Boxing (12) () - Nhảy cầu (9) () - Đua xe đạp (4) () - Đua ngựa (6) () | - Đấu kiếm (8) () - Khúc côn cầu (2) () - Bóng đá (1) () - Golf (2) () - Thể dục dụng cụ (14) () - Bóng ném (1) () - Judo (8) () - Đua thuyền (8) () - Sailing (5) () | - Bắn súng (30) () - Bơi lội (29) () - Bóng bàn (7) () - Taekwondo (8) () - Quần vợt (7) () - Bóng chuyền (2) () - Bóng ném (1) () - Cử tạ (10) () - Đấu vật (20) () |

## Lịch thi đấu
| ● | Lễ khai mạc |  | Tranh tài | ● | Chung kết | ● | Lễ bế mạc |

| Tháng 9 / Tháng 10 1986   | T7 20 | CN 21 | T2 22 | T3 23 | T4 24 | T5 25 | T6 26 | T7 27 | CN 28 | T2 29 | T3 30 | T4 1 | T5 2 | T6 3 | T7 4 | CN 5 | Huy chương vàng |
| ------------------------- | ----- | ----- | ----- | ----- | ----- | ----- | ----- | ----- | ----- | ----- | ----- | ---- | ---- | ---- | ---- | ---- | --------------- |
| Bắn cung                  |       |       |       |       |       |       |       |       |       | 4     | 8     |      |      |      |      |      | 12              |
| Điền kinh                 |       |       |       |       |       |       |       |       |       | 4     | 9     | 10   |      | 6    | 8    | 5    | 42              |
| Badminton                 |       |       |       |       |       |       |       |       |       | 2     |       |      |      |      | 5    |      | 7               |
| Bóng rổ                   |       |       |       |       |       |       |       |       |       |       |       |      | 1    | 1    |      |      | 2               |
| Bowling                   |       |       |       |       |       |       | 2     | 2     |       | 6     |       | 2    |      |      |      |      | 12              |
| Quyền anh                 |       |       |       |       |       |       |       |       |       |       |       |      |      |      | 12   |      | 12              |
| Đua xe đạp – Đường trường |       | 1     |       |       |       |       |       |       | 2     |       |       |      |      |      |      |      | 3               |
| Đua xe đạp – Lòng chảo    |       |       |       | 1     | 1     | 1     |       | 3     |       |       |       |      |      |      |      |      | 6               |
| Nhảy cầu                  |       |       | 1     | 1     |       | 1     | 1     |       |       |       |       |      |      |      |      |      | 4               |
| Đua ngựa                  |       |       |       |       |       |       | 2     |       | 1     |       |       | 1    | 1    |      | 1    |      | 6               |
| Đấu kiếm                  |       |       |       |       |       | 1     | 2     | 1     |       | 2     |       | 2    |      |      |      |      | 8               |
| Khúc côn cầu              |       |       |       |       |       |       |       |       |       | 1     | 1     |      |      |      |      |      | 2               |
| Bóng đá                   |       |       |       |       |       |       |       |       |       |       |       |      |      |      |      | 1    | 1               |
| Golf                      |       |       |       |       | 2     |       |       |       |       |       |       |      |      |      |      |      | 2               |
| Thể dục dụng cụ           |       | 1     | 1     | 2     | 10    |       |       |       |       |       |       |      |      |      |      |      | 14              |
| Bóng ném                  |       |       |       |       |       |       |       |       | 1     |       |       |      |      |      |      |      | 1               |
| Judo                      |       |       |       |       |       |       |       |       |       |       |       | 2    | 2    | 2    | 2    |      | 8               |
| Chèo thuyền               |       |       |       |       |       | 8     |       |       |       |       |       |      |      |      |      |      | 8               |
| Sailing                   |       |       |       |       |       |       |       |       |       | 5     |       |      |      |      |      |      | 5               |
| Bắn súng                  |       | 4     | 5     | 7     |       | 2     | 4     | 5     | 3     |       |       |      |      |      |      |      | 30              |
| Bơi lội                   |       | 4     | 5     | 5     | 5     | 5     | 5     |       |       |       |       |      |      |      |      |      | 29              |
| Bóng bàn                  |       |       |       |       |       | 2     |       |       |       |       | 5     |      |      |      |      |      | 7               |
| Taekwondo                 |       |       |       |       |       |       |       |       |       |       | 2     | 2    | 2    | 2    |      |      | 8               |
| Quần vợt                  |       |       |       |       |       | 2     |       |       |       |       |       | 2    | 2    | 1    |      |      | 7               |
| Bóng chuyền               |       |       |       |       |       |       |       |       |       |       |       |      |      | 1    | 1    |      | 2               |
| Bóng nước                 |       |       |       |       |       |       |       |       |       |       |       |      | 1    |      |      |      | 1               |
| Cử tạ                     |       | 1     | 1     | 1     | 1     | 1     |       | 1     | 1     | 1     | 1     | 1    |      |      |      |      | 10              |
| Đấu vật                   |       |       |       |       |       |       |       | 5     | 5     |       |       |      |      | 5    | 5    |      | 20              |
| Tổng số huy chương vàng   |       | 11    | 13    | 17    | 19    | 23    | 16    | 17    | 13    | 25    | 26    | 22   | 9    | 18   | 34   | 6    | 269             |
| Nghi lễ                   | ●     |       |       |       |       |       |       |       |       |       |       |      |      |      |      | ●    |                 |
| Tháng 9 / Tháng 10, 1986  | T7 20 | CN 21 | T2 22 | T3 23 | T4 24 | T5 25 | T6 26 | T7 27 | CN 28 | T2 29 | T3 30 | T4 1 | T5 2 | T6 3 | T7 4 | T8 5 | Huy chương vàng |

## Bảng huy chương
| Hạng                | Đoàn                | Vàng | Bạc | Đồng | Tổng số |
| ------------------- | ------------------- | ---- | --- | ---- | ------- |
| 1                   | Trung Quốc (CHN)    | 94   | 82  | 46   | 222     |
| 2                   | Hàn Quốc (KOR)      | 93   | 55  | 76   | 224     |
| 3                   | Nhật Bản (JPN)      | 58   | 76  | 77   | 211     |
| 4                   | Iran (IRN)          | 6    | 6   | 10   | 22      |
| 5                   | Ấn Độ (IND)         | 5    | 9   | 23   | 37      |
| 6                   | Philippines (PHI)   | 4    | 5   | 9    | 18      |
| 7                   | Thái Lan (THA)      | 3    | 10  | 13   | 26      |
| 8                   | Pakistan (PAK)      | 2    | 3   | 4    | 9       |
| 9                   | Indonesia (INA)     | 1    | 5   | 14   | 20      |
| 10                  | Hồng Kông (HKG)     | 1    | 1   | 3    | 5       |
| 11                  | Qatar (QAT)         | 1    | 0   | 3    | 4       |
| 12                  | Bahrain (BRN)       | 1    | 0   | 1    | 2       |
| 12                  | Liban (LIB)         | 1    | 0   | 1    | 2       |
| 14                  | Malaysia (MAL)      | 0    | 5   | 5    | 10      |
| 15                  | Iraq (IRQ)          | 0    | 5   | 2    | 7       |
| 16                  | Jordan (JOR)        | 0    | 3   | 1    | 4       |
| 17                  | Kuwait (KUW)        | 0    | 1   | 8    | 9       |
| 18                  | Singapore (SIN)     | 0    | 1   | 4    | 5       |
| 19                  | Ả Rập Xê Út (SAU)   | 0    | 1   | 0    | 1       |
| 20                  | Nepal (NEP)         | 0    | 0   | 8    | 8       |
| 21                  | Bangladesh (BAN)    | 0    | 0   | 1    | 1       |
| 21                  | Oman (OMA)          | 0    | 0   | 1    | 1       |
| Tổng số (22 đơn vị) | Tổng số (22 đơn vị) | 270  | 268 | 310  | 848     |